# Irineu Roman
Dom Irineu Roman, CSJ (Nova Prata, 10 de agosto de 1958) é um arcebispo católico brasileiro. Primeiro arcebispo da recém criada Arquidiocese de Santarém.

## Estudos
Depois de completar sua educação secundária nos seminários da Congregação dos Josefinos de Murialdo (1973-1978), fez estudos superiores em Filosofia, na  Faculdade de Filosofia da Imaculada Conceição de Viamão (1979) e na Universidade de Caxias do Sul (1980). Estudou Teologia no Instituto Teológico do Norte do Paraná, em Londrina (1984) e na Pontifícia Universidade Católica do Rio Grande do Sul (1985-1987).

## Vida religiosa e presbiterado
Ingressou na Congregação de São José, onde proferiu votos perpétuos em 2 de janeiro de 1988. Foi ordenado presbítero no dia 1 de janeiro de 1990, pelas mãos de Dom Nei Paulo Moretto.

### Atividades durante o presbiterado
Durante o ministério presbiteral ocupou os seguintes cargos: 
- Diretor do Seminário dos Josefinos de Murialdo (Fazenda Souza), em Caxias do Sul (1990-1991).
- Diretor do Seminário dos Josefinos de Murialdo (Ana Rech), em Caxias do Sul (1992-1994).
- Vigário paroquial da paróquia Santa Rita de Cássia, em Planaltina, Arquidiocese de Brasília (1995-1998).
- Diretor do seminário para vocações tardias (1996).
- Diretor e tesoureiro da comunidade religiosa dos Josefinos, em Planaltina (1996-1998).
- Pároco de Santa Edwiges, Arquidiocese de Belém do Pará (1999).
- Vigário Episcopal da Região de São João Batista, Arquidiocese de Belém do Pará.

## Episcopado
O Papa Francisco nomeou o padre Irineu bispo auxiliar de Belém do Pará, com sé titular de Sertei, no dia 8 de janeiro de 2014. Foi ordenado bispo, em Vista Alegre do Prata, no dia 19 de março de 2014, pelas mãos de Dom Alberto Taveira Corrêa, Dom Alessandro Carmelo Ruffinoni e Dom Celmo Lazzari. Tomou posse como bispo auxiliar na Arquidiocese de Belém do Pará no dia 6 de abril de 2014.
Em 6 de novembro de 2019 o Papa Francisco o nomeou como arcebispo metropolitano da recém-criada Arquidiocese de Santarém, no Pará.